# Toi, moi... et mon chien

Toi, moi... et mon chien (Heavy Petting) est un film américain réalisé en 2007 par Marcel Sarmiento (en).

## Fiche technique
- Titre original : Heavy Petting
- Titre français : Toi, moi et mon chien
- Réalisation et scénario : Marcel Sarmiento (en)
- Musique : Julian Nott
- Image : Tim Ives et Zeus Morand
- Montage : David Codron et Phyllis Housen
- Distribution des rôles : Sheila Jaffe
- Décors : Mark White
  - Décorateur de plateau : Lisa Scoppa
- Costumes : Lynn Falconer
- Producteurs : Peter Glatzer, Vince D. Maggio et Marcel Sarmiento (en)
  - Coproducteurs : Gill Holland et Lillian LaSalle
- Sociétés de production : SarcoFilms et LaSalleHolland
- Distribution :
  - États-Unis : Entertainment Studios (tous les médias) • Anchor Bay Entertainment (DVD)
  - France : M6 Vidéo (DVD)
- Pays de production :  États-Unis
- Budget : 2,8 millions de dollars[1]
- Genre : Comédie
- Durée : 94 minutes
- Date de sortie : 
  - États-Unis : 15 juillet 2008
  - France : 27 août 2008 (DVD)

## Distribution
- Malin Åkerman : Daphnée
- Brendan Hines : Charlie
- Mike Doyle : James
- Juan Carlos Hernández : Juan
- Sam Coppola
- Allie Woods Jr.
- Kevin Sussman (VFB : Aurélien Ringelheim) : Ras
- Shayna Ferm